# تپه داغ اوستی
تپه داغ اوستی مربوط به عصر آهن است و در شهرستان هشترود، بخش مرکزی، روستای خراسانلو واقع شده و این اثر در تاریخ ۱۹ مرداد ۱۳۸۴ با شمارهٔ ثبت ۱۲۷۸۹ به‌عنوان یکی از آثار ملی ایران به ثبت رسیده است.